# Fourdrain
Fourdrain est une commune française située dans le département de l'Aisne, en région Hauts-de-France.

## Géographie
Fourdrain se situe en lisière de la forêt domaniale de Saint-Gobain, de part et d'autre de la D 1044. La commune jouxte notamment les localités de Crépy et de Saint-Gobain.

### Localisation

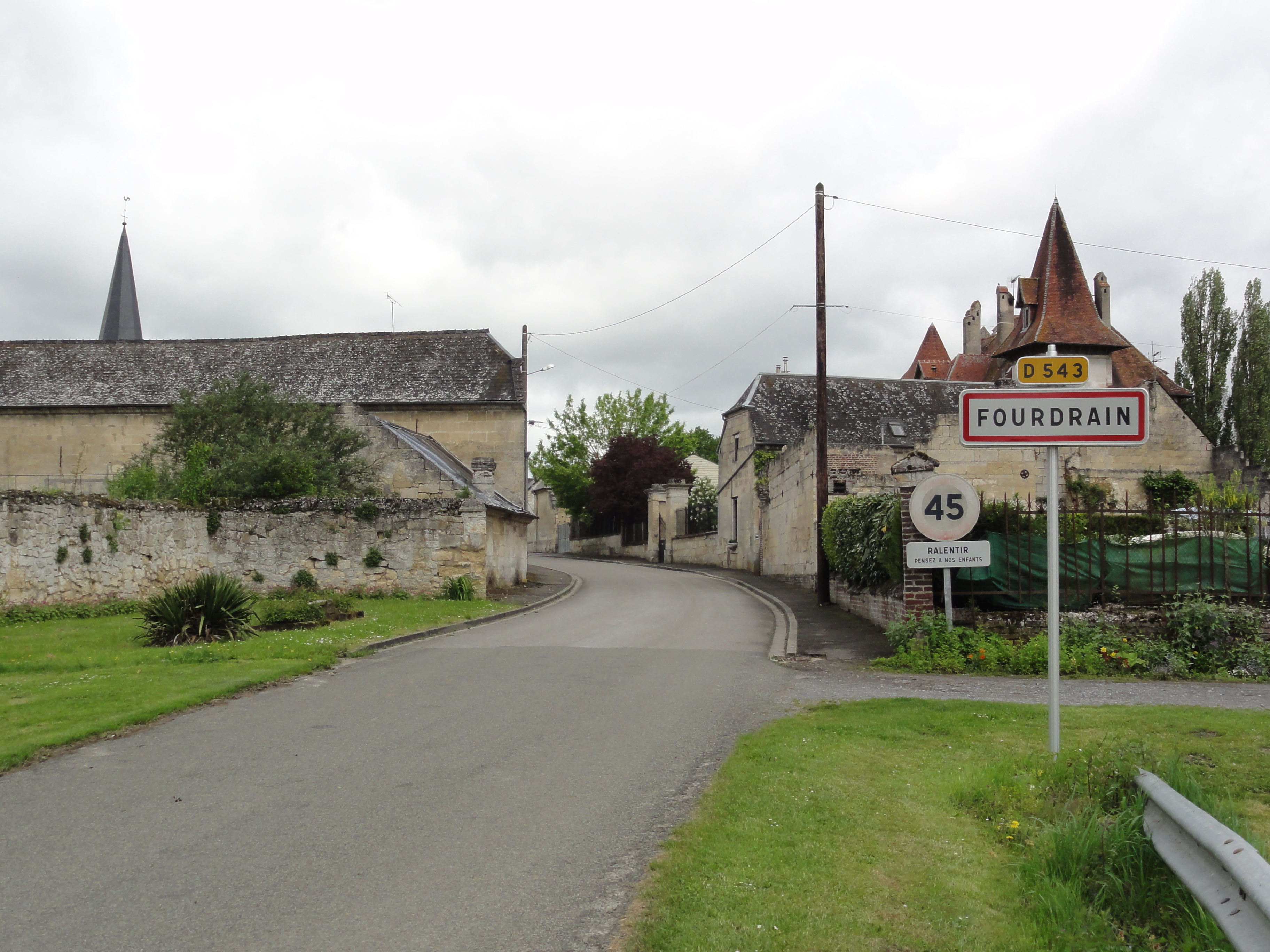
Entrée de Fourdrain.
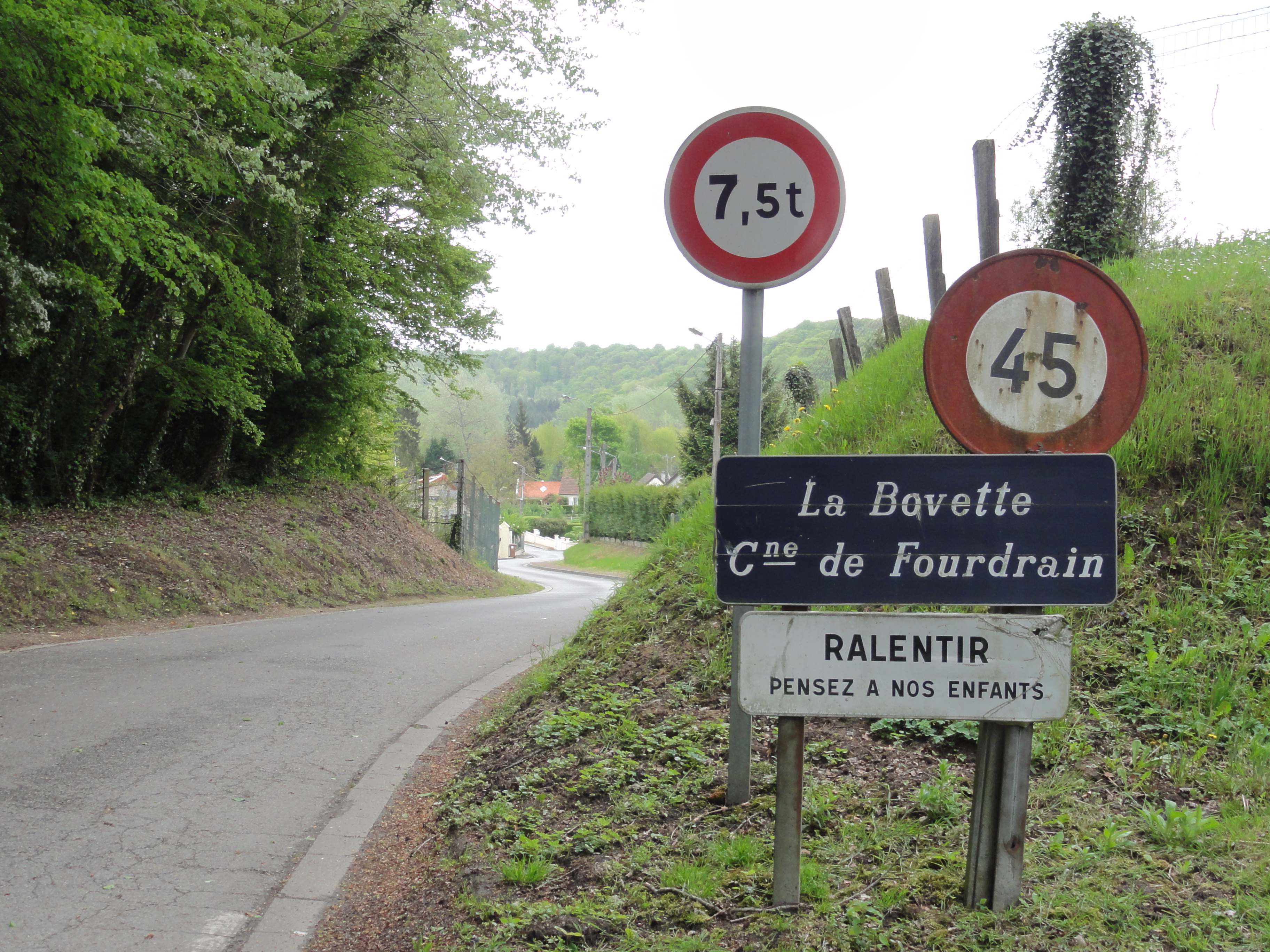
Entrée du hameau de la Bovette.
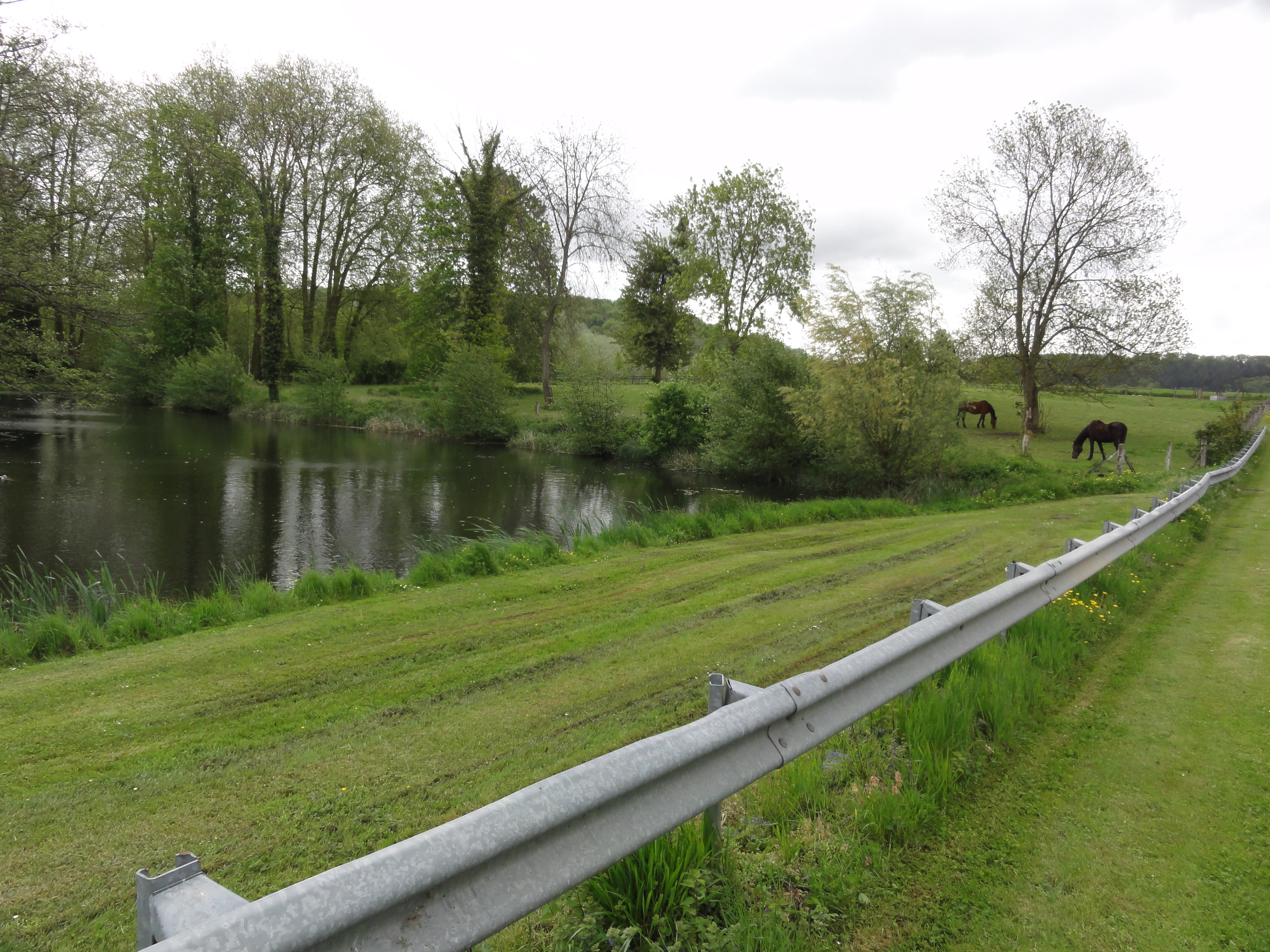
Paysage à Fourdrain, direction de Brie.
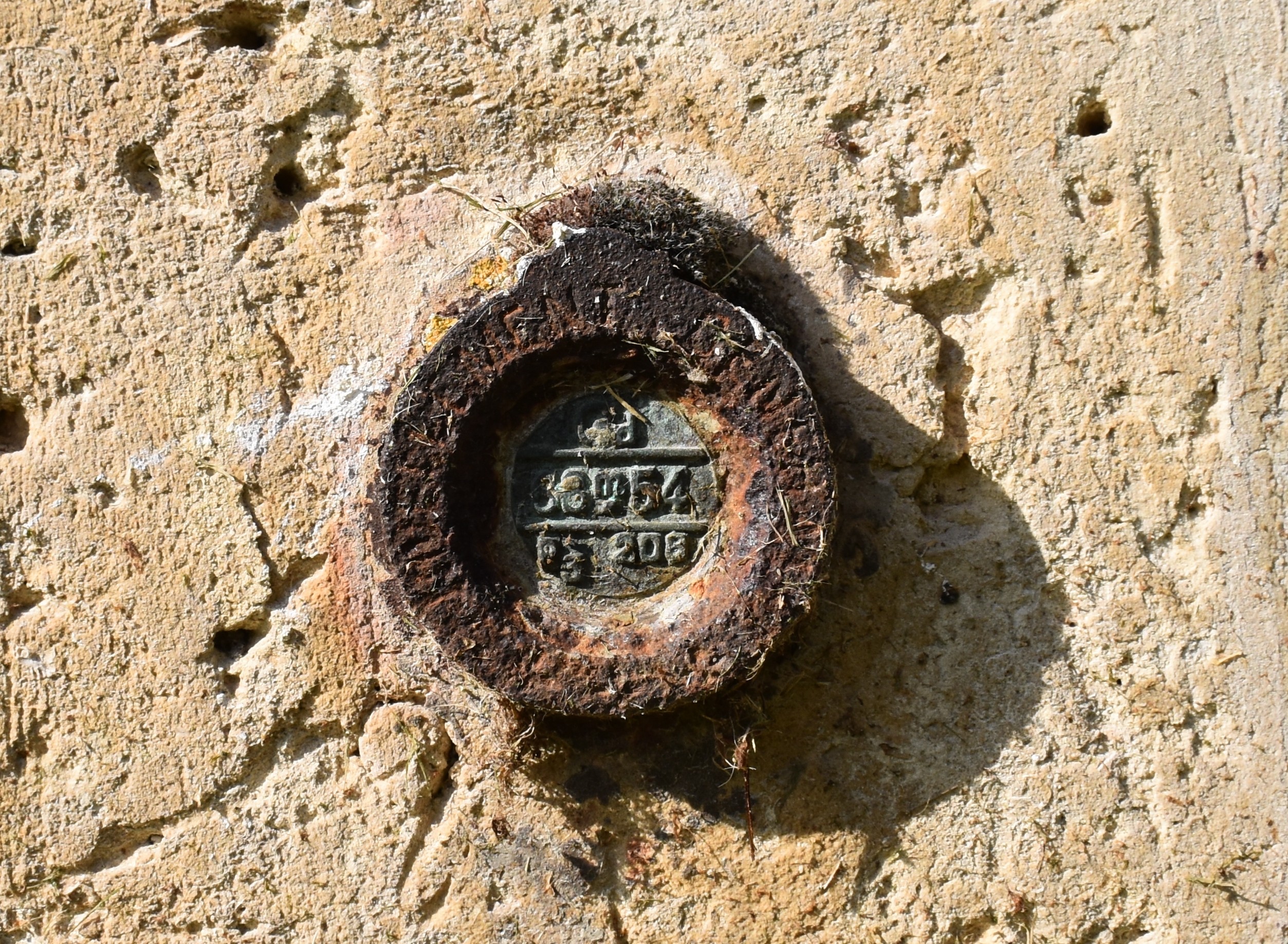
Borne de nivellement sur le mur de l'église - Altitude 88,54 m.

### Hydrographie
La commune est située dans le bassin Seine-Normandie. Elle est drainée par le ruisseau de Saint-Lambert, le ruisseau de la Bovette, la Riu, le cours d'eau 01 de la commune de Saint-Nicolas-aux-Bois, le fossé 02 de la commune de Fourdrain, le fossé de la Pâture de Fourdrain et le ru de Scrit,,.
Le ruisseau de Saint-Lambert, d'une longueur de 10 km, prend sa source dans la commune  et se jette  dans la Serre à Danizy, après avoir traversé six communes.

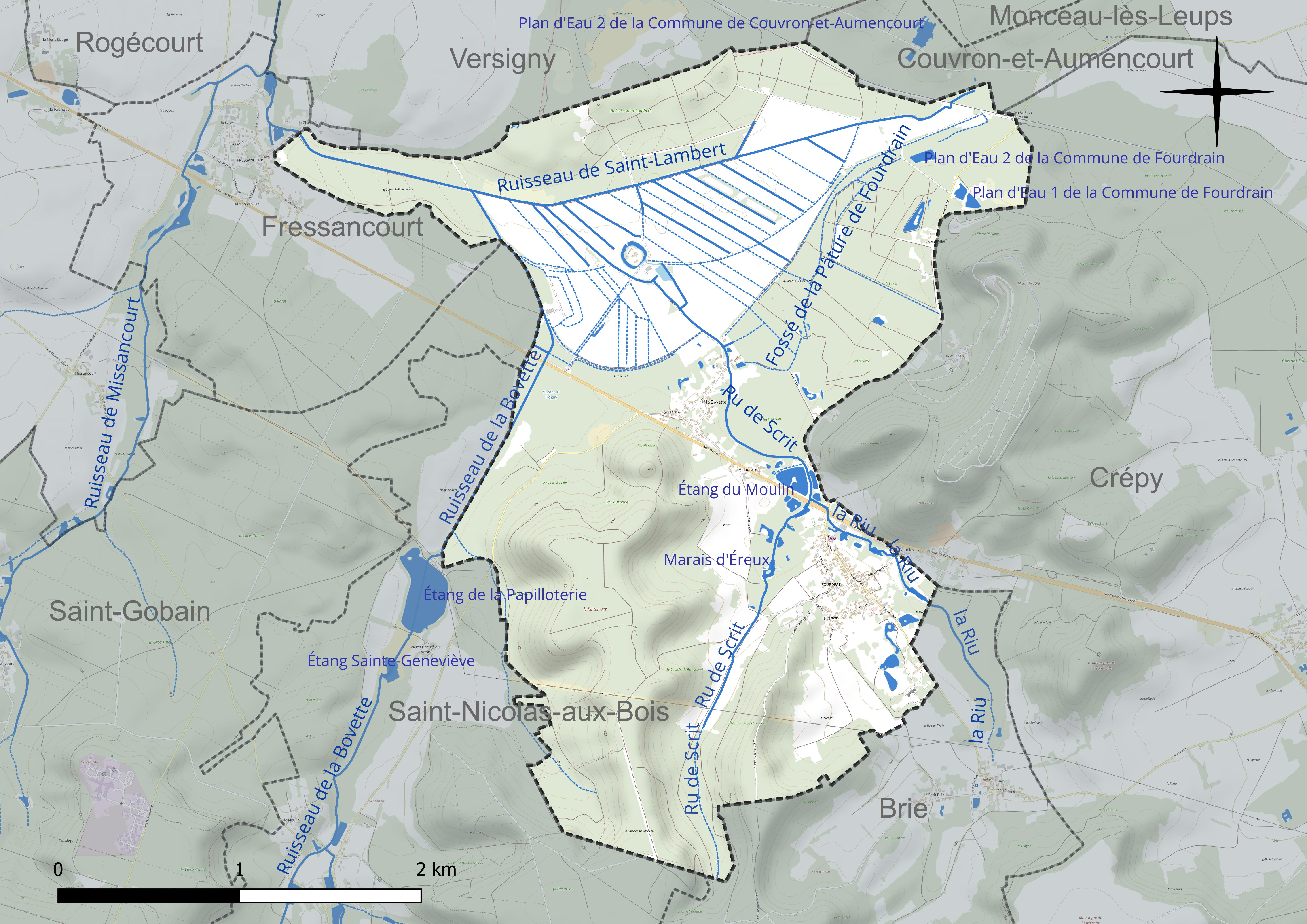
Réseau hydrographique de Fourdrain.

Quatre plans d'eau complètent le réseau hydrographique : le marais d'éreux (0,3 ha), le plan d'eau 1 de la commune de Fourdrain (0,8 ha), le plan d'eau 2 de la commune de Fourdrain (0,6 ha) et l'étang du Moulin (1,7 ha),.

### Climat
Pour des articles plus généraux, voir Climat des Hauts-de-France et Climat de l'Aisne.
En 2010, le climat de la commune est de type climat océanique dégradé des plaines du Centre et du Nord, selon une étude du CNRS s'appuyant sur une série de données couvrant la période 1971-2000. En 2020, Météo-France publie une typologie des climats de la France métropolitaine dans laquelle la commune est exposée à un climat océanique altéré et est dans la région climatique Nord-est du bassin Parisien, caractérisée par un ensoleillement médiocre, une pluviométrie moyenne régulièrement répartie au cours de l'année et un hiver froid (3 °C).
Pour la période 1971-2000, la température annuelle moyenne est de 10,4 °C, avec une amplitude thermique annuelle de 15,2 °C. Le cumul annuel moyen de précipitations est de 725 mm, avec 11,9 jours de précipitations en janvier et 8,6 jours en juillet. Pour la période 1991-2020, la température moyenne annuelle observée sur la station météorologique la plus proche, située sur la commune d'Aulnois-sous-Laon à 10 km à vol d'oiseau, est de 11,0 °C et le cumul annuel moyen de précipitations est de 685,6 mm,. Pour l'avenir, les paramètres climatiques de la commune estimés pour 2050 selon différents scénarios d'émission de gaz à effet de serre sont consultables sur un site dédié publié par Météo-France en novembre 2022.

## Urbanisme

### Typologie
Au 1er janvier 2024, Fourdrain est catégorisée commune rurale à habitat dispersé, selon la nouvelle grille communale de densité à 7 niveaux définie par l'Insee en 2022.
Elle est située hors unité urbaine. Par ailleurs la commune fait partie de l'aire d'attraction de Laon, dont elle est une commune de la couronne,. Cette aire, qui regroupe 106 communes, est catégorisée dans les aires de 50 000 à moins de 200 000 habitants,.

### Occupation des sols
L'occupation des sols de la commune, telle qu'elle ressort de la base de données européenne d'occupation biophysique des sols Corine Land Cover (CLC), est marquée par l'importance des forêts et milieux semi-naturels (62,9 % en 2018), une proportion identique à celle de 1990 (62,9 %). La répartition détaillée en 2018 est la suivante : 
forêts (62,7 %), zones agricoles hétérogènes (18,3 %), zones urbanisées (8,4 %), terres arables (4,6 %), prairies (2,7 %), eaux continentales (2,6 %), zones industrielles ou commerciales et réseaux de communication (0,5 %), milieux à végétation arbustive et/ou herbacée (0,2 %).
L'évolution de l'occupation des sols de la commune et de ses infrastructures peut être observée sur les différentes représentations cartographiques du territoire : la carte de Cassini (XVIIIe siècle), la carte d'état-major (1820-1866) et les cartes ou photos aériennes de l'IGN pour la période actuelle (1950 à aujourd'hui).

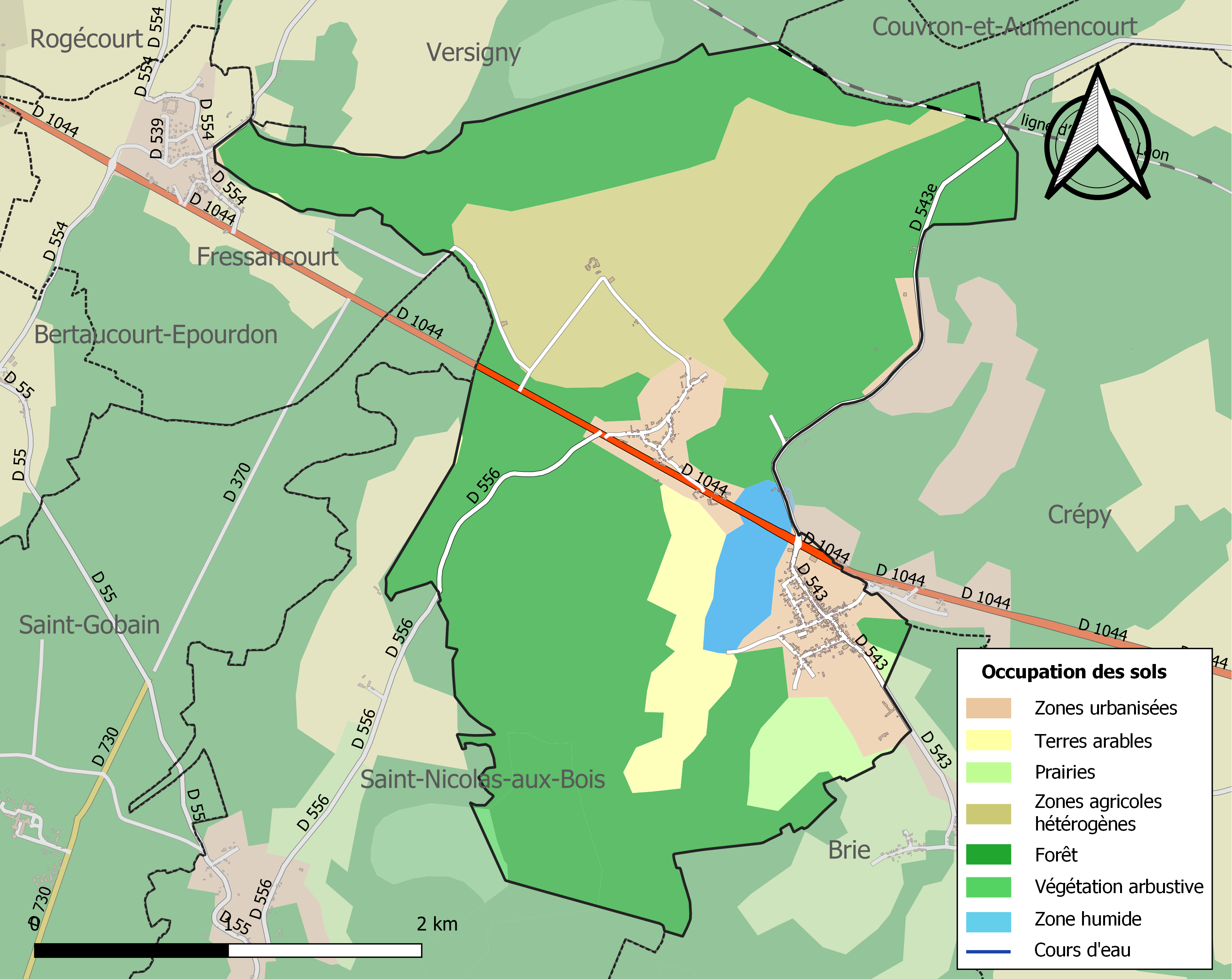
Carte de l'occupation des sols de la commune en 2018 (CLC).

## Toponymie
Le nom de la localité est attesté sous les formes Fundren (1166) ; Fordrain (1209) ; Fourdrain-en-Laonnois (1402) ; Fourderain (1425) ; Fouldrain (1498) ; Fordrin (1634) ; Nostre-Dame-de-Fourdrain (1674) ; Nostre-Dame-de-Fourdrin (1697).
Nom d'origine gauloise, variante masculine de l'oïl fourderaine « prunelle ». Fourdrain est issu d’un mot du Moyen Age, fourdrine, fourdrenne, qui désigne, dans le dialecte de l’Aisne, le fruit de l’épine sauvage, du prunier des haies « prunus spinosa ».

## Politique et administration

### Découpage territorial
La commune de Fourdrain est membre de la communauté d'agglomération Chauny-Tergnier-La Fère, un établissement public de coopération intercommunale (EPCI) à fiscalité propre créé le 1er janvier 2017 dont le siège est à Chauny. Ce dernier est par ailleurs membre d'autres groupements intercommunaux.
Sur le plan administratif, elle est rattachée à l'arrondissement de Laon, au département de l'Aisne et à la région Hauts-de-France. Sur le plan électoral, elle dépend du  canton de Tergnier pour l'élection des conseillers départementaux, depuis le redécoupage cantonal de 2014 entré en vigueur en 2015, et de la première circonscription de l'Aisne  pour les élections législatives, depuis le dernier découpage électoral de 2010.

### Administration municipale
| Période                                  | Période                       | Identité             | Étiquette | Qualité                                                  |
| ---------------------------------------- | ----------------------------- | -------------------- | --------- | -------------------------------------------------------- |
| Les données manquantes sont à compléter. |                               |                      |           |                                                          |
|                                          | mars 2001                     | Charles Leroy        |           |                                                          |
| mars 2001                                | mars 2008                     | Jean-Mary Deneuville |           |                                                          |
| mars 2008                                | avril 2014                    | Jean-Pierre Marron   |           |                                                          |
| avril 2014                               | En cours (au 12 juillet 2020) | Alexandre Marron     | DVD       | Entrepreneur en bâtiments Réélu pour le mandat 2020-2026 |

## Démographie
L'évolution du nombre d'habitants est connue à travers les recensements de la population effectués dans la commune depuis 1793. Pour les communes de moins de 10 000 habitants, une enquête de recensement portant sur toute la population est réalisée tous les cinq ans, les populations de référence des années intermédiaires étant quant à elles estimées par interpolation ou extrapolation. Pour la commune, le premier recensement exhaustif entrant dans le cadre du nouveau dispositif a été réalisé en 2007.

En 2022, la commune comptait 414 habitants, en évolution de −1,43 % par rapport à 2016 (Aisne : −1,97 %, France hors Mayotte : +2,11 %).
| 1793 | 1800 | 1806 | 1821 | 1831 | 1836 | 1841 | 1846 | 1851 |
| ---- | ---- | ---- | ---- | ---- | ---- | ---- | ---- | ---- |
| 536  | 581  | 582  | 643  | 755  | 781  | 800  | 835  | 830  |

| 1856 | 1861 | 1866 | 1872 | 1876 | 1881 | 1886 | 1891 | 1896 |
| ---- | ---- | ---- | ---- | ---- | ---- | ---- | ---- | ---- |
| 794  | 809  | 826  | 767  | 777  | 744  | 699  | 669  | 641  |

| 1901 | 1906 | 1911 | 1921 | 1926 | 1931 | 1936 | 1946 | 1954 |
| ---- | ---- | ---- | ---- | ---- | ---- | ---- | ---- | ---- |
| 660  | 629  | 560  | 461  | 477  | 432  | 428  | 463  | 498  |

| 1962 | 1968 | 1975 | 1982 | 1990 | 1999 | 2006 | 2007 | 2012 |
| ---- | ---- | ---- | ---- | ---- | ---- | ---- | ---- | ---- |
| 463  | 433  | 393  | 404  | 390  | 433  | 417  | 414  | 413  |

| 2017 | 2022 | - | - | - | - | - | - | - |
| ---- | ---- | - | - | - | - | - | - | - |
| 419  | 414  | - | - | - | - | - | - | - |

## Culture locale et patrimoine

### Lieux et monuments
- L'église de la Nativité-de-la-Sainte-Vierge.
- Le prieuré de Saint-Lambert est, dans son ensemble avec ses fortifications, inscrit au registre des Monuments historiques depuis 2002.
- Monument aux morts.
- Cimetière militaire allemand.
- Le château de Fourdrain[32].

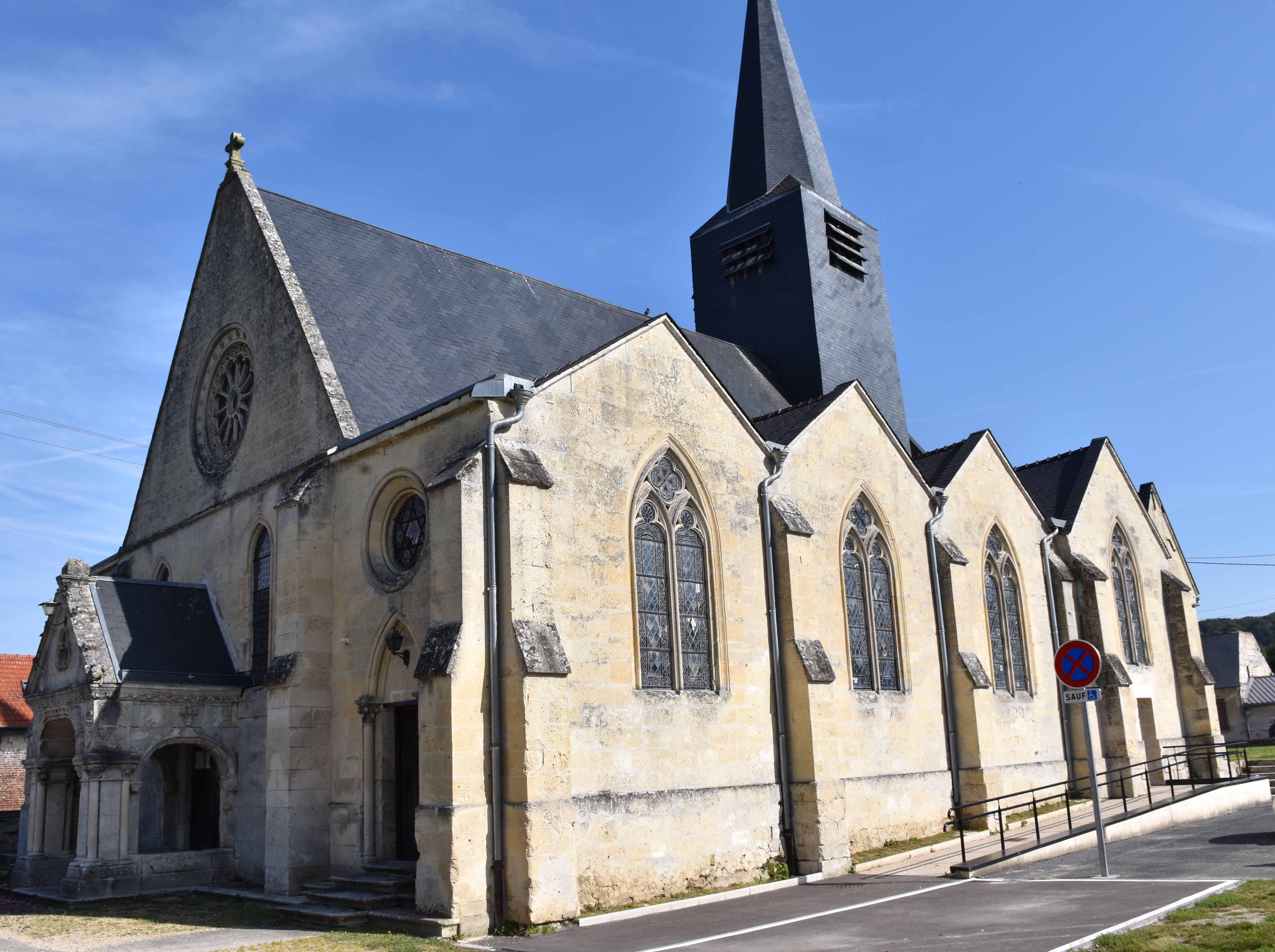
Église de la Nativité-de-la-Sainte-Vierge.
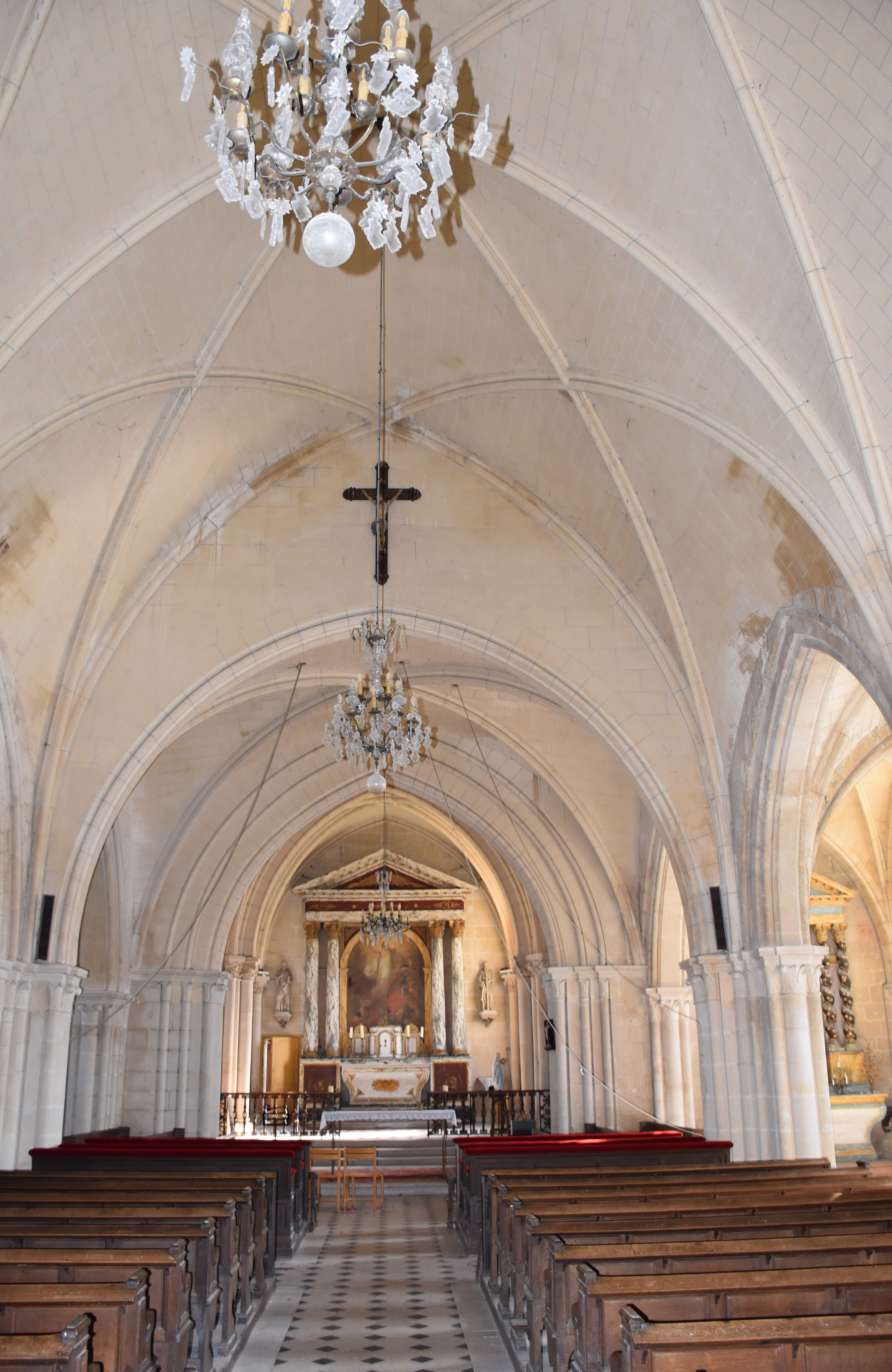
La nef de l'église.
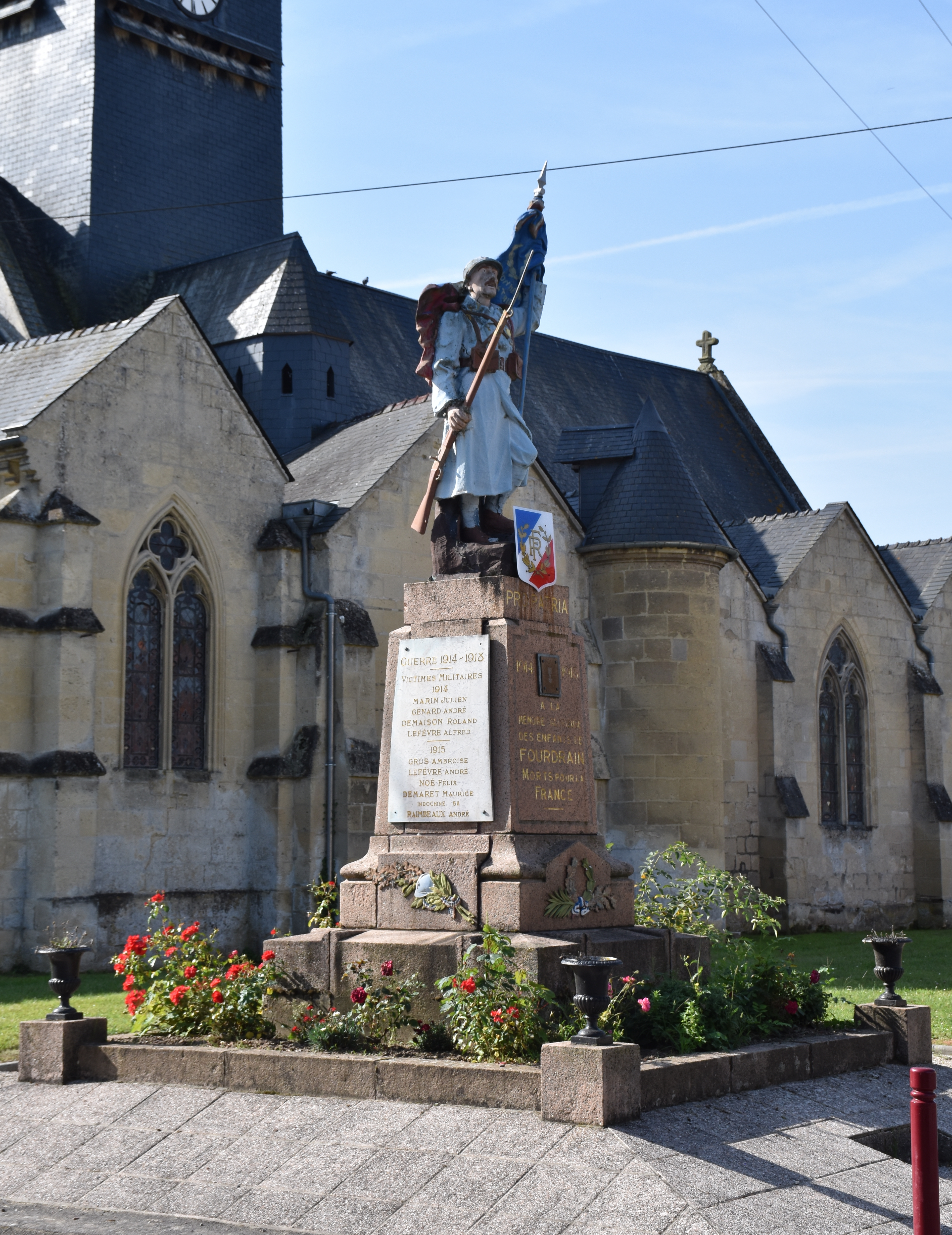
Le monument aux morts.
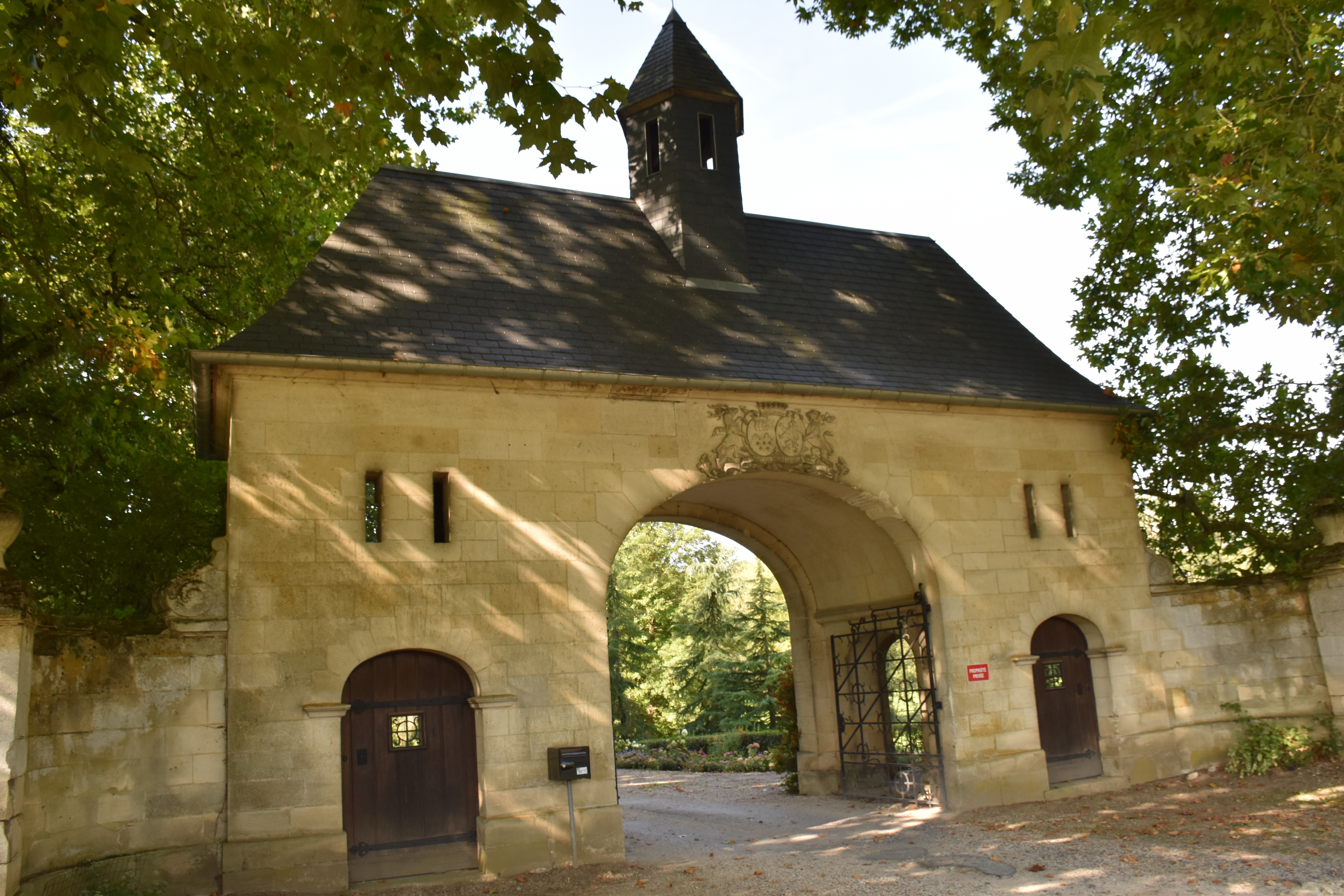
Le portail du château de Fourdrain.
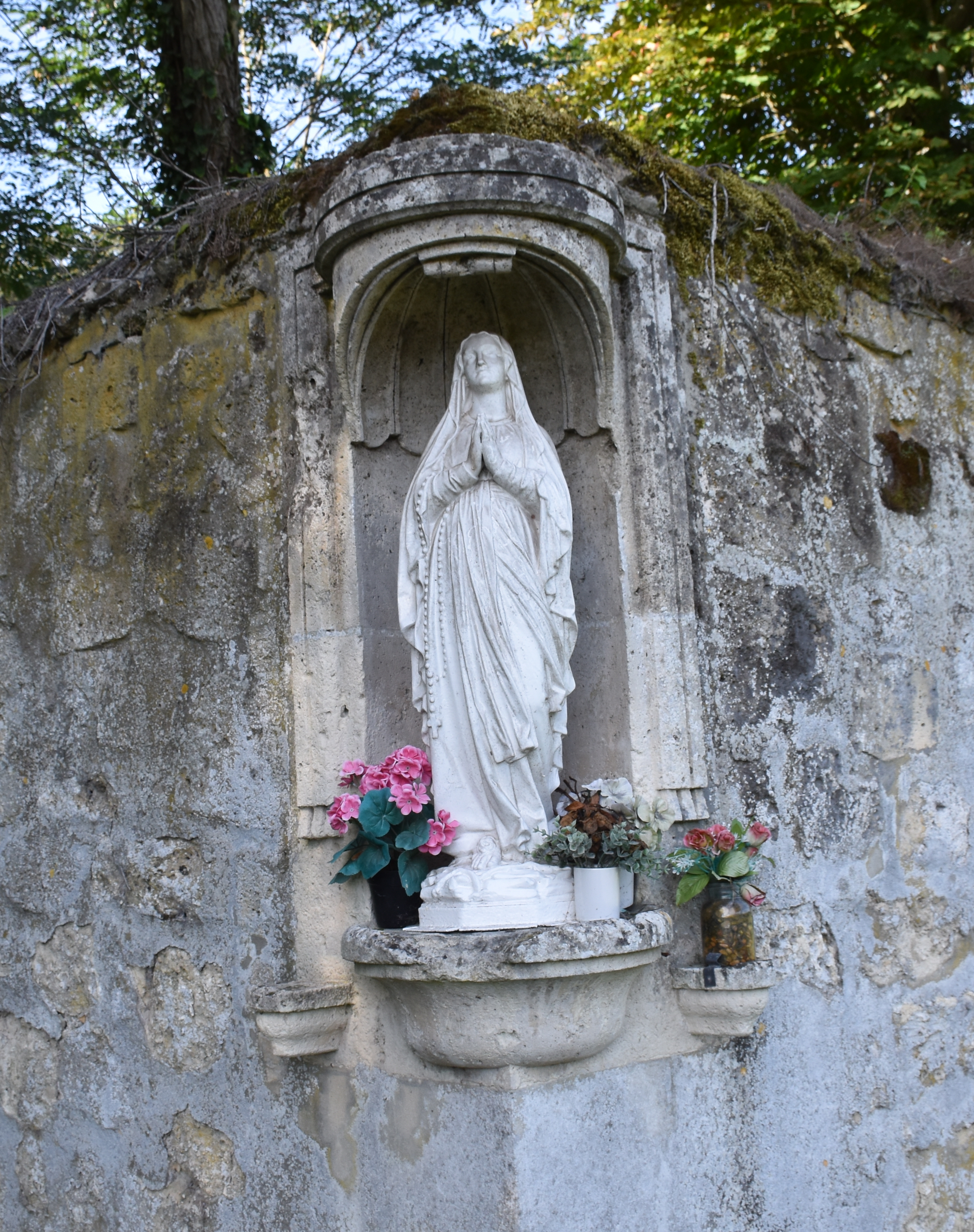
Oratoire sur le mur du château.
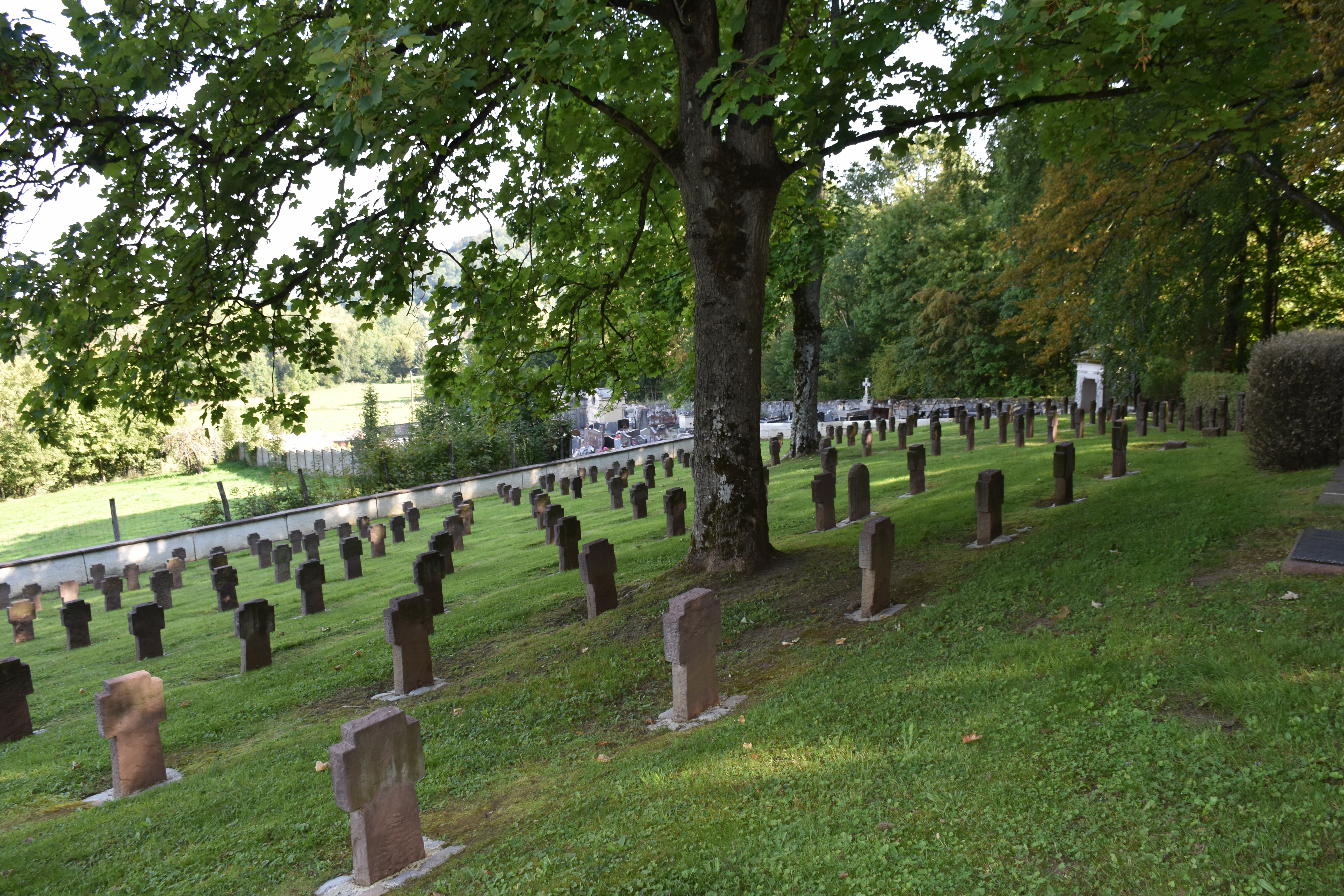
Vue du cimetière militaire allemand.

### Personnalités liées à la commune
- Léon Gruel (1841-1923), grand relieur d'art et auteur d'ouvrages sur la reliure[33]. Il possède dès 1891 l'atelier de reliure parisien fondé en 1811 par son grand-père Isidore Deforge et repris par son beau-père Godefroy Engelmann, inventeur de la chromolithographie. Il est enterré à Fourdrain dans la propriété familiale.